# 프랭크 나이트
프랭크 나이트(Frank Knight 프랭크 나이트[*])는 미국의 경제학자이다. 시카고 학파를 창시한 인물로 여겨지나 제도학파의 영향을 받은 오스트리아 학파로 분류된다.

## 생애
1885년 11월 7일 프랭크 나이트는 미국 일리노이주 맥린 카운티에서 농장을 운영하는 기독교 가정에서 11남매 중 첫째로 태어났다. 그는 고등학교를 끝마치지 않고 1905년 테네시 대학에 들어가 1911년 밀리곤 신학 대학교(Milligan College)에서 졸업한다. 테네시 대학교에서 B.S 학위(Bachelor of Science)를 받고 1913년 독일에서 M.A 학위(master of arts)를 받았다. 처음 철학자가 되겠다는 생각에 코넬대학교에서 철학과 윤리학을 공부하던 그는 시장경제와 기업의 윤리적 본질 등 경제학에 관심을 가지게 된다. 《Cost, Value and Profit》란 이름으로 그가 1916년 완성한 논문을 감독하던 앨빈 사운더스 존슨과 앨린 애보트 영와 함께 연구했고 1921년 이 논문은 《Risk, Uncertainty and Profit》라는 이름의 책으로 출판된다. 1919년부터 1927년까지 아이오와 대학교에서 학생들을 가르치던 그는 1927년부터 1955년까지 교수로 일하다가 1972년 명예 교수로 일하다 사망하기 전까지 시카고 대학교에 남아 있었다.

## 경제학

### 불확실성
프랭크 나이트는 불확실성(uncertainty)과 위험(risk)이 제대로 정의되지 않았다는 점을 들어 불확실성과 위험을 다른 것으로 보았다. 위험(risk)란 단어는 일상적인 대화에서부터 경제적인 토론에 이르기까지 그 사용범위가 지나치게 넓다는 이유에서다. 그에 반해 불확실성이라는 단어는 경제학의 이익 개념 이론에서 먼저 등장했기 때문에 경제적인 담론에서는 불확실성이란 단어를 사용하는 것이 위험이란 단어를 사용하는 것보다 오해의 소지를 줄일 수 있다고 설명했다.
정치적, 경제적인 자유의 존재 조건이 무엇인가에 대해서, 그는 모든 것이 알려진 확실한 세계에서는 자유라는 말은 존재 이유가 없으며 불확실성이 있기에 자유의 존재 의미가 있다고 주장했다. 이와 함께 그는 기업 이윤은 불확실성을 감수한 대가라고 보았다. 그는 손해가 생길 수 있는 불확실한 상황을 감수하고 경제활동을 수행한 결과로서 남는 게 이윤이라고 말하며 기업가의 사회적 역할은 불확실성을 감수하고 이윤을 추구하는 것이라고 주장했다.

### 시장경제
그는 시장경제에 대한 대안은 더 나쁘다는 이유로 시장경제를 신뢰했다. 그는 정부가 경제나 사회를 조정하고 감독하는 것에 대해 우려하고 그 부작용을 강조하고자 했다. 정부가 위기를 해결하기 위해 예산을 편성하는 등의 개입은 반대했지만 그럼에도 정부가 공공사업 등으로 대규모 예산을 편성하여 수요를 창출하고자 했던 뉴딜 정책에 대해서는 우리가 경제를 본 궤도에 올려놔야 한다는 점에선 별다른 해답이 없다는 말을 남겼다. 그의 보수주의적 성향은 인간이 삶의 복잡함과 불확실성을 이해할 수 없다는 시각에서 나온다. 그는 누군가가 옳은 답을 알고 내놓을 수 있다는 가능성을 아예 배제했다.

## 저서
- 《리스크, 불확실성, 그리고 이윤》(Risk, Uncertainty and Profit, 1921년)

## 같이 보기
- 오스트리아 학파
- 시카고 학파